# Grič (Kostanjevica na Krki)
Grič (Duits: Gritsch) is een plaats in Slovenië en maakt deel uit van de gemeente Kostanjevica na Krki in de NUTS-3-regio Spodnjeposavska. De plaats telde 31 inwoners op 1 januari 2020.

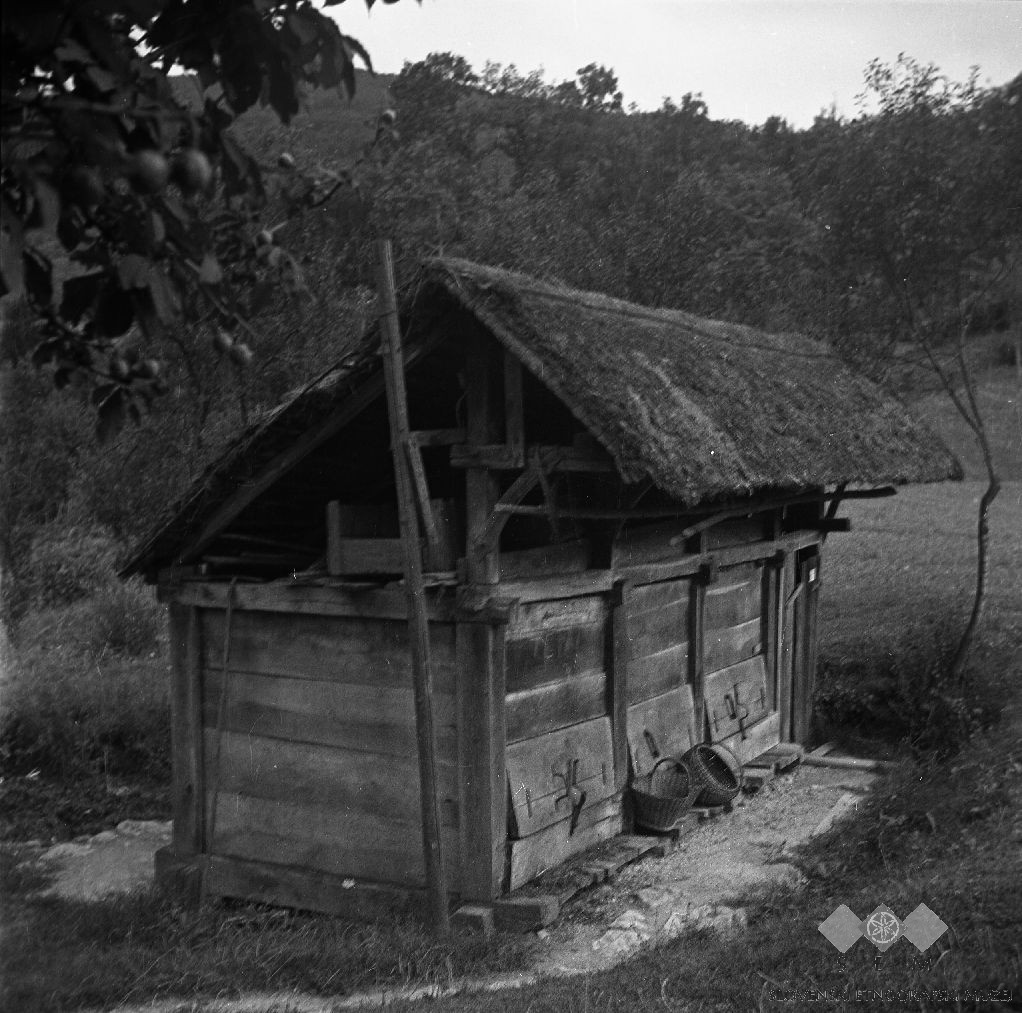
Oude opslagplaats